# 小行星7014
小行星7014（英語：7014 Nietzsche）是一颗围绕太阳公转的小行星。1989年4月3日，艾瑞克·怀特·埃尔斯特在拉西拉天文台发现了此天体。
这颗小行星的绝对星等为120.2699911772385等。